# Protopterus amphibius
Protopterus amphibius is een kwastvinnige vissensoort uit de familie van de Afrikaanse longvissen (Protopteridae). De wetenschappelijke naam van de soort is voor het eerst geldig gepubliceerd in 1844 door Wilhelm Peters.